# Anna Alma-Tadema
Anna Alma-Tadema (1867-1943) was een Engels kunstschilderes, tweede dochter en leerlinge van de bekende Brits-Nederlandse kunstschilder Lourens Alma Tadema. Haar moeder Marie-Pauline Gressin Dumoulin, Lourens' eerste echtgenote, overleed toen ze twee jaar oud was. Ze groeide op in Londen, waar haar vader naar emigreerde. Haar oudere zuster Laurense Alma-Tadema (1865 – 1940) was een schrijfster en dichteres, terwijl haar stiefmoeder Laura Theresa Alma-Tadema (1852 – 1909) eveneens kunstschilder was. Ze bleef ongehuwd.
Ze werd ten minste tweemaal door haar vader geschilderd: het meisje links op de achtergrond in This is our corner (1873, ook Laurense and Anna Alma-Tadema genoemd, Van Goghmuseum, Amsterdam) en Miss Anna Alma-Tadema (1883, ook Portrait of Anna Alma-Tadema, Royal Academy of Arts, Londen). Deze schilderijen gebruikte haar vader als voorbeelden van zijn werk om aan klanten te tonen.

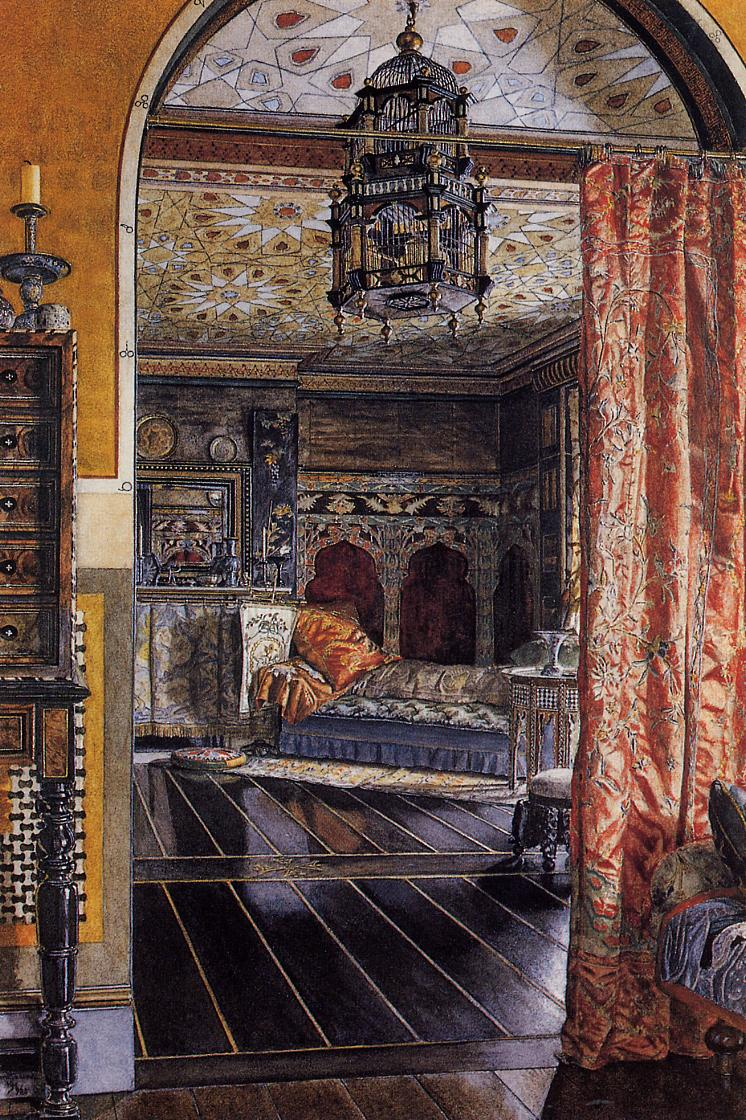
The Drawing Room, Townshend House, 1885

Anna Alma-Tadema beeldde als vroegrijpe tiener in aquarellen onder meer het interieur van haar ouderlijk huis af: Townshend House, Tichfield Terrace, bij Regent's Park in Londen, dat haar vader inrichtte met diverse stijlkamers, onder meer als Romeinse villa. Haar werk was vertegenwoordigd op de wereldtentoonstelling World's Columbian Exposition te Chicago in 1893. Haar stijl wordt gerekend tot het academisch classicisme.

## Werk (selectie)
- Autoportrait, olieverf, 1883
- The Drawing Room, Townshend House, waterverf, 1885
  - tentoongesteld in het Palace of Fine Arts, World's Columbian Exposition, 1893 en opThe Cult of Beauty: The Aesthetic Movement 1860-1900, Victoria & Albert Museum, Londen vanaf 2 april 2011.
- Eton College Chapel, 1886, in privécollectie
- The Idler's Harvest, 1900
- At the Window, 1908
- The gold room, waterverf
- Flags, olieverf